# Supercoppa di Germania 1992
La Supercoppa di Germania 1992 (ufficialmente DFB-Supercup 1992) è stata la sesta edizione della Supercoppa di Germania.
Si è svolta l'11 agosto 1992 al Niedersachsenstadions di Hannover tra il Stoccarda, vincitore della Bundesliga 1991-1992, e lo Hannover 96, vincitore della Coppa di Germania 1991-1992.
A conquistare il titolo è stato lo Stoccarda che ha vinto per 3-1 con reti di Maurizio Gaudino, Guido Buchwald e Ludwig Kögl dopo il gol di Michael Koch.

## Partecipanti
| Squadre     | Qualificazione                              | Partecipazioni precedenti (il grassetto indica la vittoria) |
| ----------- | ------------------------------------------- | ----------------------------------------------------------- |
| Hannover 96 | Vincitore della Coppa di Germania 1991-1992 | Nessuna                                                     |
| Stoccarda   | Vincitore della Bundesliga 1991-1992        | Nessuna                                                     |

## Tabellino
| Arbitro: | Theobald (Neunkirchen) |

|         |           |                                   |
| Koch 3’ | Marcatori | 30’ Gaudino 42’ Buchwald 58’ Kögl |

### Formazioni
| Hannover 96:   |   |                    |  |     |
|                |   |                    |  |     |
| P              | 1 | Jörg Sievers       |  |     |
| D              |   | Matthias Kuhlmey   |  |     |
| D              |   | Axel Sundermann    |  |     |
| D              |   | Jörg-Uwe Lütz      |  |     |
| D              |   | Dejan Raičković    |  |     |
| D              |   | Michael Schjønberg |  | 46’ |
| C              |   | Bernd Heemsoth     |  |     |
| C              |   | André Sirocks      |  |     |
| C              |   | Jörg Kretzschmar   |  |     |
| C              |   | Reinhold Mathy     |  |     |
| A              |   | Michael Koch       |  | 46’ |
| Sostituzioni:  |   |                    |  |     |
| C              |   | Reinhold Daschner  |  | 46’ |
| A              |   | Sergej Barbarez    |  | 46’ |
| Allenatore:    |   |                    |  |     |
| Eberhard Vogel |   |                    |  |     |

| Stoccarda:     |   |                    |  |     |
|                |   |                    |  |     |
| P              | 1 | Eike Immel         |  |     |
| D              |   | Slobodan Dubajić   |  |     |
| D              |   | Günther Schäfer    |  | 66’ |
| D              |   | Michael Frontzeck  |  |     |
| C              |   | Thomas Strunz      |  |     |
| C              |   | Guido Buchwald (c) |  |     |
| C              |   | Andreas Buck       |  |     |
| C              |   | Maurizio Gaudino   |  |     |
| C              |   | Ludwig Kögl        |  |     |
| A              |   | André Golke        |  |     |
| A              |   | Fritz Walter       |  | 46’ |
| Sostituzioni:  |   |                    |  |     |
| A              |   | Adrian Knup        |  | 46’ |
| D              |   | Thomas Schneider   |  | 66’ |
| Allenatore:    |   |                    |  |     |
| Christoph Daum |   |                    |  |     |